# Merkurografia
Merkurografia – techniki drukarskie, w których do wykonania formy drukowej wykorzystywana jest rtęć w celu utworzenia z metalowym podłożem amalgamatu. Miejsca pokryte amalgamatem są miejscami niedrukującymi (nie przyjmują farby).